# Deuxième bras des Iroquois
Pour les articles homonymes, voir Iroquois (homonymie).
Le Deuxième bras des Iroquois est un affluent de la rivière aux Iroquois, coulant dans le territoire non organisé de Lac-Ashuapmushuan et de municipalité de Sainte-Hedwidge, dans la municipalité régionale de comté (MRC) du Domaine-du-Roy, dans la région administrative de Saguenay–Lac-Saint-Jean, dans la province de Québec, au Canada.
La partie supérieure de la vallée du Deuxième bras des Iroquois est desservie par des routes forestières; la partie inférieure, par le chemin du 9e rang.
La sylviculture constitue la principale activité économique de cette vallée forestière; les activités récréotouristiques, en second.
La surface du Deuxième bras des Iroquois est habituellement gelée du début de décembre à la fin mars, sauf les zones de rapides; toutefois la circulation sécuritaire sur la glace se fait généralement de la mi-décembre à la mi-mars.[réf. nécessaire]

## Géographie
Le Deuxième bras des Iroquois tire sa source du lac Sacré-Coeur (altitude: 398 m) dans Sainte-Hedwidge. 
À partir de l'embouchure nord du Lac Desmarais, le Deuxième bras des Iroquois coule sur environ 35 km.
Le Deuxième bras des Iroquois se déverse dans un coude de rivière sur la rive ouest de la rivière aux Iroquois. Cette confluence est située à:
- 14 km au sud-est du centre du village de Saint-Félicien;
- 12 km au sud-ouest du centre du village de Saint-Prime;
- 16 km au sud-ouest du centre-ville de Roberval[3].

À partir de l’embouchure du Deuxième bras des Iroquois, le courant descend successivement le cours de la rivière aux Iroquois sur  20 km, traverse le lac Saint-Jean vers l'est sur 42 km vers le nord-est, emprunte le cours de la rivière Saguenay (via la Petite Décharge) sur 172 km vers l'est jusqu’à Tadoussac où il conflue avec l’estuaire du Saint-Laurent.

## Toponymie
Le toponyme Deuxième bras des Iroquois est lié à celui de la rivière principale désigné rivière aux Iroquoi.
Le toponyme Deuxième bras des Iroquois a été officialisé le 11 mai 1976 à la Banque des noms de lieux de la Commission de toponymie du Québec.